# Rina
Rina (Desprezo, no Brasil) é uma telenovela mexicana produzida por Valentín Pimstein para a Televisa e exibida pelo Las Estrellas entre 3 de janeiro a 23 de setembro de 1977. Inaugurou o horário das 21h30 do canal e foi substituída por Corazón Salvaje.
É a versão da telenovela venezuelana "La italianita", produzida pela RCTV em 1973, que é baseada na radionovela Enamorada, original de Inés Rodena.
Foi protagonizada por Ofelia Medina e Enrique Álvarez Félix, com participação especial de Carlos Ancira e antagonizada por María Rubio.

## Enredo
Conta a história de Rina uma moça corcunda que vende flores para sustentar seu pai e seus irmãos já que a mãe os abandonou. Um dia, quando vendia suas flores, Leopoldo, um homem velho, inválido, amargurado e muito rico a chama por uma janela e a manipula para que se case com ele, já que não quer deixar a herança para sua cunhada Rafaela. Rina aceita se casar com ele devido a problemas econômicos. Pouco tempo depois Leopoldo morre e Rina se torna a herdeira de uma grande fortuna.
Rina faz uma operação, deixa de ser corcunda e se transforma em uma linda mulher. Rafaela não concordando em ter perdido a herança, acaba montando um plano, com a ajuda de seu filho Carlos Augusto que acabou de ficar viúvo.
Carlos Augusto casa-se com Rina que se apaixona por ele, mas Carlos Augusto a despreza e não se deita com ela. Um dia ambos bebem muito, acabam dormindo junto e Rina fica grávida e pouco a pouco Carlos Augusto se apaixona por Rina. Mas Rafaela não se dá por vencida e faz com que Rina se passe por Louca para que Rafaela fique com seu neto e a fortuna.

## Elenco
- Ofelia Medina - Rina Galeana de Zubizarreta
- Enrique Álvarez Félix - Carlos Augusto Zubizarreta Miranda y Castro
- María Rubio - Rafaela Miranda y Castro Vda de Zubizarreta
- Carlos Ancira - Don Leopoldo Zubizarreta
- Alicia Rodríguez - María Julia/Victoria
- Ana Laura Maldonado - Betina Galeana
- Rafael Llamas - Carmelo
- Alicia Encinas - Gisela
- Rosa María Moreno - Dionisia Miranda y Castro
- Sasha Montenegro - Marcela
- Virginia Gutiérrez - Rosario
- Raúl Meraz - Guillermo
- Guillermo Zarur - Javier
- Otto Sirgo - Omar
- Lupita Lara - Margarita
- Magda Guzmán - Doña Chana
- María Fernanda - Nora
- Javier Ruán - Daniel Galeana
- Olga Breeskin - Silvia
- Demián Bichir - Juanito
- Aurora Molina - Eleuteria
- Rubén Rojo - Rodolfo
- Renata Flores - Renata
- Gerardo del Castillo - Manolo
- Mauricio Ferrari - Lambertie
- Rubén Calderón - Doctor
- Miguel Palmer - Lic. Carrillo
- Salvador Pineda - El Nene
- Daniel Santalucía - Ramiro
- Maricruz Nájera - Enfermera
- Queta Lavat - Martha
- Ramiro Orci - El Chato
- Tere Grobois - Doña Adelaida
- Ángela Villanueva - Angelina
- Julián Bravo
- Rafael Banquells - Acusador
- Carlos Agostí
- Tony Carbajal - Agente Ministerio Público

## Transmissão

### No México
Foi reprisada pela primeira vez de 2 de março de 1985 a 3 de janeiro de 1987, em 97 capítulos, exibidos somente aos sábados.
Foi reprisada pela segunda vez de 14 de março a 17 de junho de 1988, em 70 capítulos, sendo substituída pela inédita Flor y Canela às 17h.

### No Brasil
Rina foi a segunda telenovela mexicana a ser exibida pelo SBT, sob o título Desprezo, entre 25 de janeiro e 31 de agosto de 1983, marcando 11,56 pontos no Ibope, às 18h, em 188 capítulos. Substituiu Os Ricos Também Choram e foi substituída por O Direito de Nascer.
Foi reprisada pela primeira vez de 12 de dezembro de 1983 a 20 de abril de 1984, às 13h, novamente substituindo Os Ricos Também Choram e sendo substituída por Amor Cigano, em 95 capítulos, sendo mais um sucesso.
Foi reprisada pela segunda vez entre 3 de junho a 16 de agosto de 1991, às 16h30, com 61 capítulos, substituindo A Vingança na sessão Novelas da Tarde, não tendo uma audiência boa.
No Brasil, foi lançado um LP com músicas originais da novela e outras cantadas na novela apenas no Brasil.

## Versões
- Rina está baseada na radionovela Enamorada de Inés Rodena.

- La italianita, produzida pela RCTV em 1973 e protagonizada por Marina Baura e Elio Rubens.

- Rubí rebelde, produzida pela RCTV em 1989 e protagonizada por Mariela Alcalá e Jaime Araque.

- María Mercedes, produzida por Valentín Pimstein para a Televisa em 1992 e protagonizada por Thalía e Arturo Peniche.

- Inocente de ti, produzida por Nathalie Lartilleux para a Televisa-Fonovideo em 2004 e protagonizada por Camila Sodi e Valentino Lanús.

- Maria Esperança, produzida pelo SBT em 2007 e protagonizada por Bárbara Paz e Ricardo Ramory.

- María Mercedes, produzida em 2013 pela ABS-CBN nas Filipinas, dirigida por Chito S. Roño, protagonizada por Jessy Mendiola e Jake Cuenca.